# Vīts Rimkus
Vīts Rimkus (Riga, 21 de junho de 1973) é um futebolista letão. Atuou na Eurocopa de 2004, único torneio disputado pelo seu país.